# الی گرینویچ
الی گرینویچ (انگلیسی: Ellie Greenwich؛ ۲۳ اکتبر ۱۹۴۰ – ۲۶ اوت ۲۰۰۹) یک موسیقی‌دان اهل ایالات متحده آمریکا بود.